# Morena de vora groga

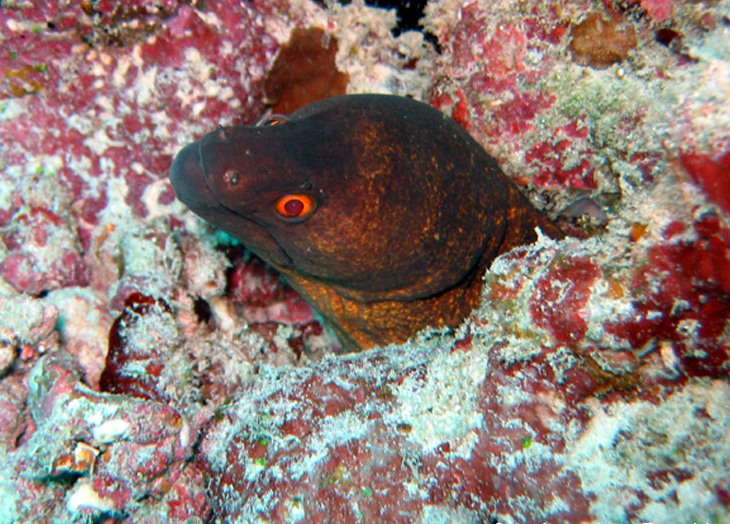
Morena de vora groga

La morena de vora groga (Gymnothorax flavimarginatus) és una espècie de peix de la família dels murènids i de l'ordre dels anguil·liformes.

## Morfologia
Els mascles poden assolir els 240 cm de longitud total.

## Distribució geogràfica
Es troba des del Mar Roig i Sud-àfrica fins a les Tuamotu, les Illes Ryukyu, les Hawaii i Nova Caledònia. També és present a Costa Rica, Panamà i les Illes Galápagos.

## Observacions
N'hi ha informes d'enverinament per ciguatera.